# Шепотинник, Пётр Георгиевич
Пётр Георгиевич Шепотинник (род. 30 мая 1956, Москва) — советский и российский киновед, кинокритик, режиссёр, тележурналист, телеведущий.

## Биография
Родился 30 мая 1956 года в Москве в семье режиссёра киностудии им. М. Горького Георгия Шепотинника.
В 1978 году окончил киноведческий факультет Всесоюзного государственного института кинематографии (мастерская Марата Власова, Евгения Суркова). В 1978–1979 годах был на срочной военной службе на Украине.
С 1979 года по 1993 год работал в редакции журнала «Искусство кино» — редактором, а затем заведующим отделом зарубежного кино.
В 1988 году принят в Союз кинематографистов СССР, тогда же дебютировал как автор-ведущий рубрики «Без дублей» в передаче Марка Захарова «Киносерпантин» на Центральном телевидении. С 1991 по 1993 год был автором ежемесячной передачи «Медиа» на РТР.
С 1994 года – автор и ведущий телепередачи «Кинескоп» сначала на телеканале ТВ-6, затем — «Россия» и «Культура». 
С 1999 по 2021 год был директором по связям с общественностью и членом отборочной комиссии Московского международного кинофестиваля, курировал программу «8 ½».
С ноября 2022 года — председатель отборочной комиссии кинофестиваля «Дух огня».
В 1999—2001 годах и с 2012 года – консультант Венецианского Биеннале по вопросам кино.
Выступает в печати по вопросам киноискусства с 1975 года. Автор многочисленных статей в журналах «Искусство кино», «Кино» (Рига), «Сеанс», «Огонёк», «Домовой» и др.
Автор ряда отмеченных призами на кинофестивалях документальных фильмов о кинематографистах и деятелях культуры. Режиссёр видеоверсий спектаклей Олега Меньшикова «Горе от ума» (по А. С. Грибоедову, 1999) и «Игроки» (по Н. В. Гоголю, 2005). В 2012 году на телеканале «Культура» впервые состоялась ретроспектива фильмов под названием «Коллекция Петра Шепотинника».
В 2017 году по приглашению Леонида Богуславского выступил автором концепции и творческим куратором Культурного центра Андрея Вознесенского.
Член Академии российского телевидения и Российской академии кинематографических искусств «Ника».

## Фильмография

### Режиссёр
- 1991 — Не верь, не бойся, не проси
- 1994 — Охлобыстин в светском
- 1995 — Малявина. Роща
- 1995 — Хамдамов на видео
- 1997 — Муратова-96
- 1997 — 77.RUS
- 1997 — Косаковский. Кольца
- 1997 — Пьянкова, Пьянковцы
- 1997 — После Тарковского
- 1998 — Другая жена Высоцкого
- 1998 — Баталовское
- 1999 — Постою на краю
- 2001 — Балабанов на войне
- 2003 — Вячеслав Тихонов. Иволга
- 2003 — У Германа сегодня 122 на 85
- 2004 — Иоселиани. Без названия
- 2005 — Игроки, или Сейчас выйдет Олег
- 2006 — Евгений Миронов. Ничего личного
- 2006 — Сергей Герасимов. Богатырская симфония
- 2008 — Лирика. Андрей Вознесенский
- 2008 — Юрий Любимов. Хроники
- 2014 — Последние известия
- 2015 — Хуциев. Сериал (в 4-х частях)
- 2019 — Хуциев. Мотор идет!
- 2021 — Нас других не будет
- 2024 — Ностальгия по Олегу

### Художественный руководитель
- 2022 — Щедрин-сюита

## Награды и премии
- 1994 — Приз кинопрессы «Лучшему киножурналисту года»
- 1995 — Гран-при «Золотая олива» Международного фестиваля телевизионных программ в Баре за лучшую авторскую программу («Кинескоп»: о Валентине Малявиной)
- 1996 — Премия «Золотой овен» за лучшую телепрограмму о кино («Кинескоп»)
- 1997 — Приз кинофестиваля Госфильмофонда России «Белые Столбы» за лучшую телепрограмму о кино («Кинескоп»: о Кире Муратовой)
- 1999 — Специальное упоминание жюри Гильдии киноведов и кинокритиков России Московского международного кинофестиваля в Москве за программу фильмов «8 1/2»
- 2006 — Специальный приз жюри Международного кинофестиваля «Послание к человеку» за фильм «Игроки, или Сейчас выйдет Олег»
- 2019 — премия «Ника» в категории «Лучший неигровой фильм» за «Хуциев. Мотор идет!»[7]
- 2021 — номинация на премию «Ника» в категории «Лучший неигровой фильм» за «Нас других не будет»[8]